# آرثر كي. بارنز
آرثر كي. بارنز (بالإنجليزية: Arthur K. Barnes)‏ (6 ديسمبر 1909، بيلينغام في الولايات المتحدة - 11 مارس 1969، لوس أنجلوس في الولايات المتحدة)؛ كاتب وروائي أمريكي.